# 桃江乡 (龙南市)
桃江乡，是中华人民共和国江西省赣州市龙南市下辖的一个乡镇级行政单位。

## 行政区划
桃江乡下辖以下地区：
水西坝村、洒口村、中源村、清源村和窑头村。